# Giocondo Albertolli
Giocondo Albertolli (24 de julio de 1743 - 15 de noviembre de 1839) fue un arquitecto, pintor, escultor, nacido en Bedano, cantón del Tesino, Suiza. Trabajó intensamente en Italia, en el Neoclasicismo.

## Biografía
Era nativo de Bedano, en una familia de artistas, a 7 km al norte de la capital ticinese Lugano. Estudió en Parma bajo un escultor, y también en la Academia, y se hizo conocido por sus decoraciones arquitectónicas ornamentales.  En 1776 fue elegido profesor de ornamentación en la recientemente creada Academia de Bellas Artes de Brera, en Milán; estuvo en ese puesto durante más de un cuarto de siglo, hasta que la vista le hizo dimitir en 1812.  Albertolli fue muy empleado en decoración de palacios, iglesias y edificios públicos en Italia, y le dio un nuevo impulso al arte del diseño ornamental en ese país. Sus pinturas son muy escasos.  Una Virgen con Niño suya se halla en la iglesia milanese de San Roque.
Giocondo Albertolli falleció en Milán en 1839, a los noventa y seis. Su hijo, Rafaello de dedicó al arte del grabado.

## Honores
En 1809 Napoleón lo hizo Caballero de la Corona Férrea.

## Galería

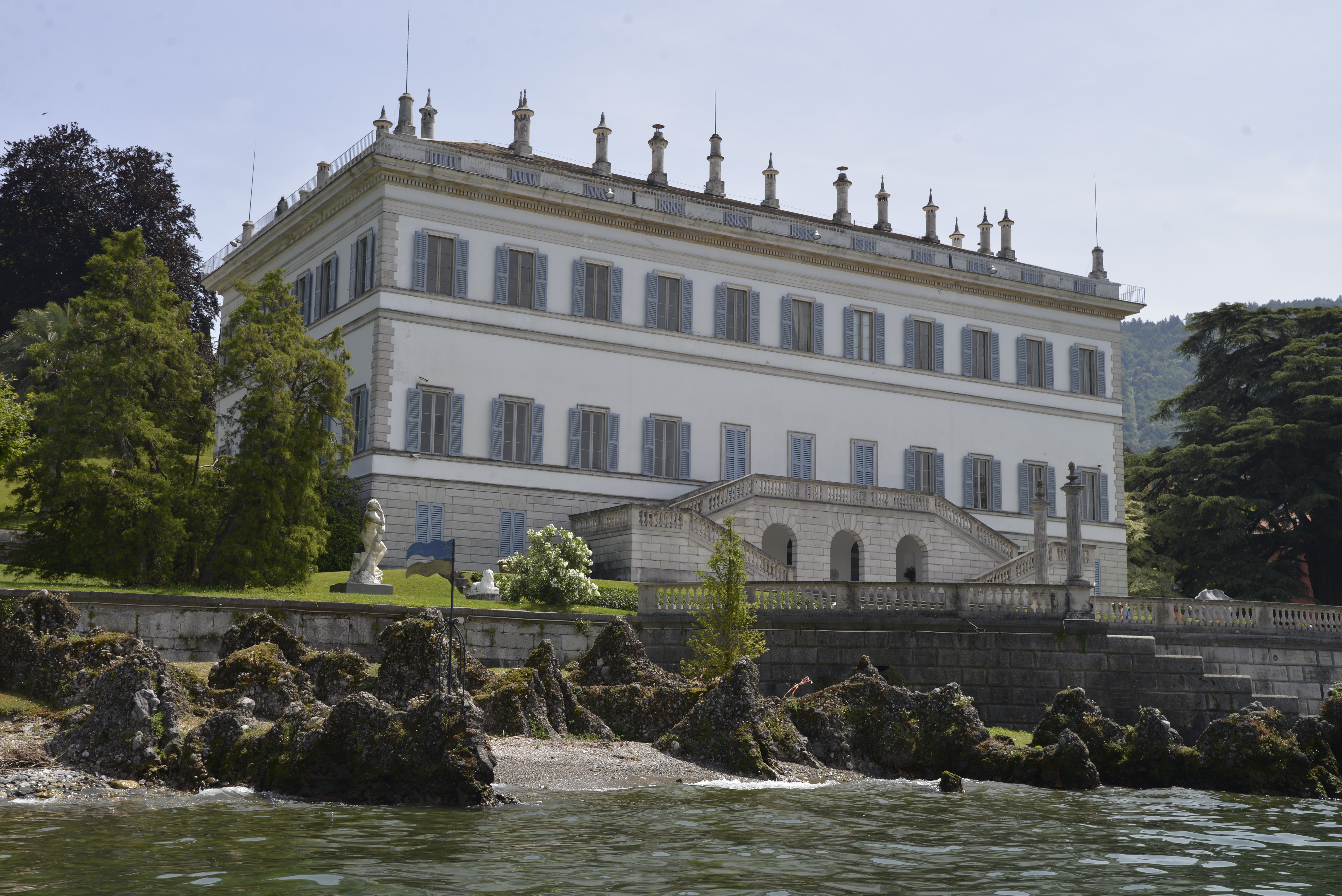
Bellagio - Villa Melzi d'Eril
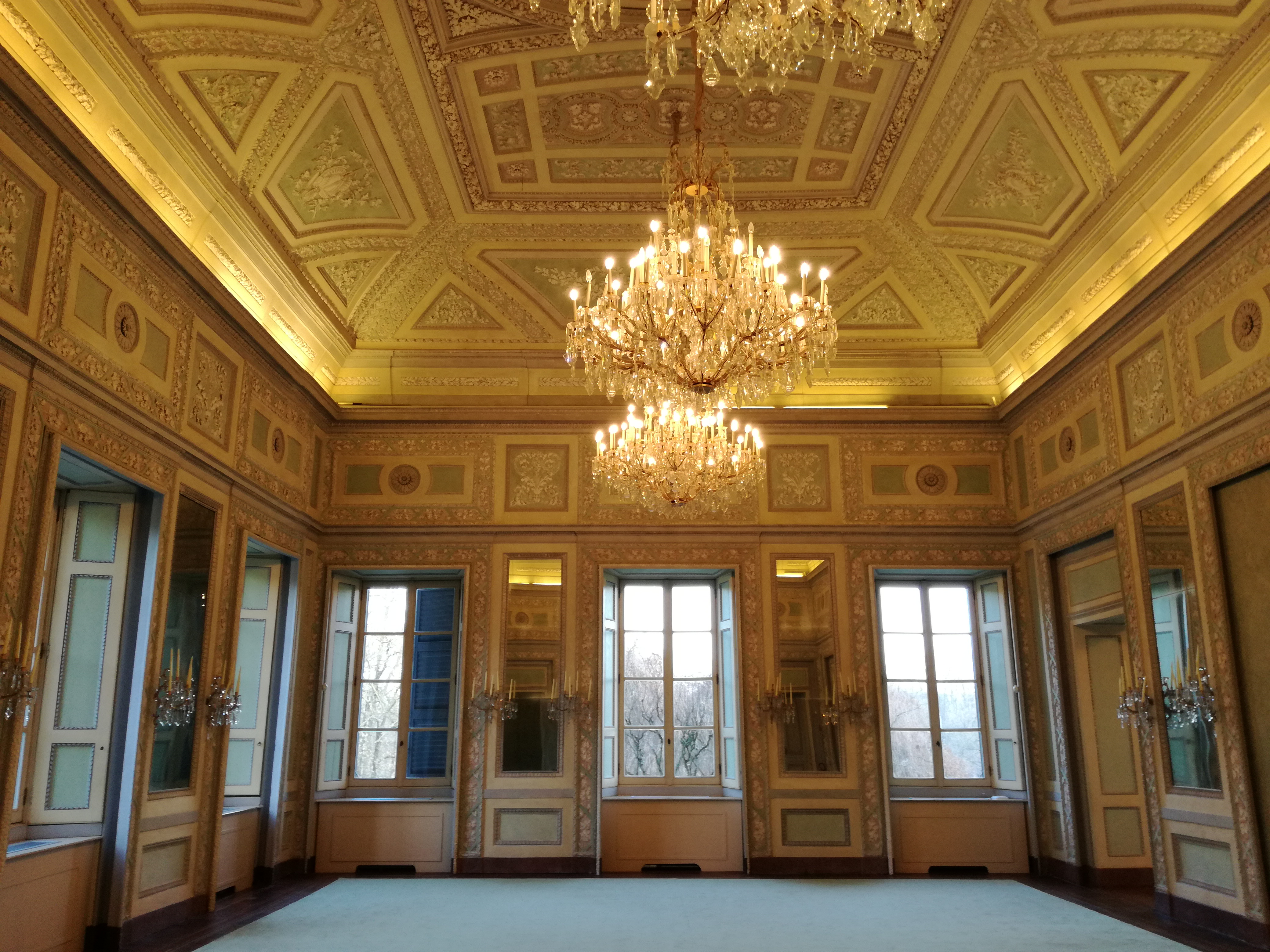
Villa Real (Monza), Sala de los espejos
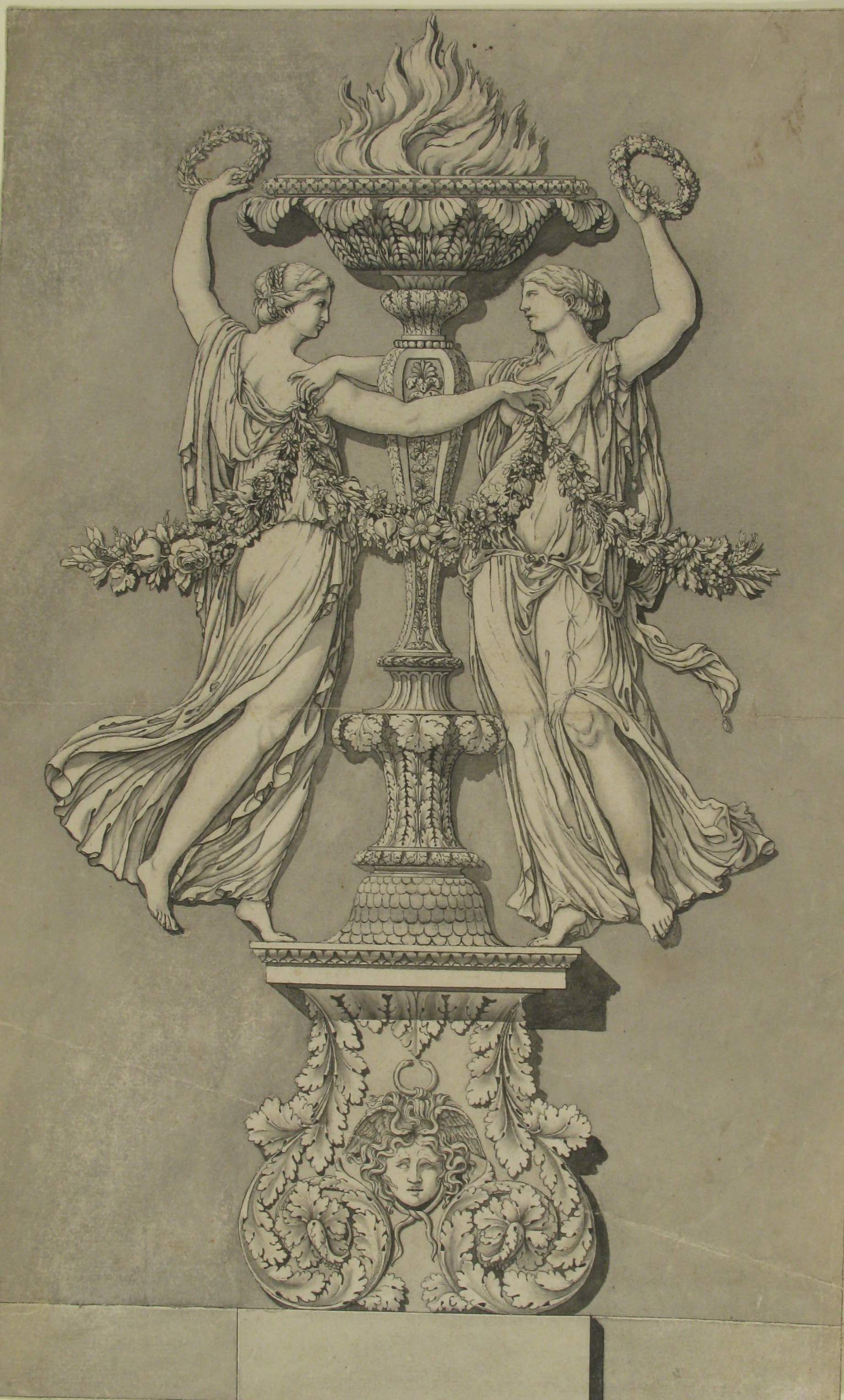
Disegno da 'Ornamenti Diversi'
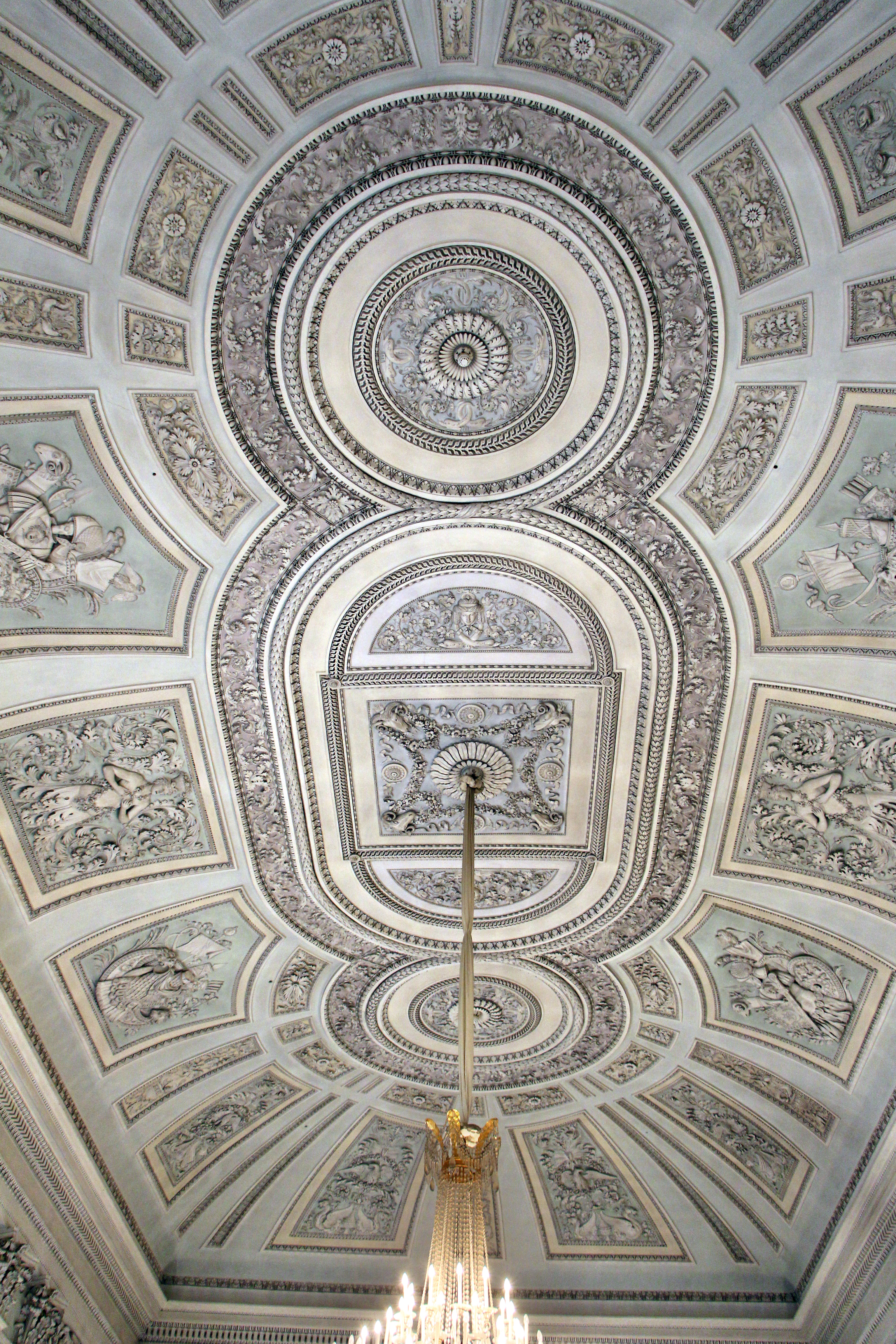
Villa di Poggio Imperiale - Sala Bianca